# Метнер, Эмилий Карлович
Эми́лий Ка́рлович Ме́тнер (20 декабря 1872, Москва — 11 июля 1936, Пильниц (нем. Pillnitz) под Дрезденом) — российский публицист, переводчик, издатель, литературный и музыкальный критик. Старший брат композитора Николая Метнера.

## Биография
Родился в Москве 20 декабря 1872 года.
В 1898 году окончил юридический факультет Императорского Московского университета.
В 1900-х годах был заведующим музыкального отдела журнала «Золотое Руно». В 1909 г. основал одно из важнейших в истории Серебряного века русских издательств — «Мусагет» («водитель муз», один из эпитетов Аполлона). Средства на предприятие предоставила немка Хедвиг Фридрих, с которой у Метнера был шестилетний роман.
Метнер являлся центральной фигурой в движении русских символистов начала XX века. Особую миссию он видел в установлении связи русского символизма с немецким культурным наследием, наследием Канта, Гёте, Ницше и Вагнера.
Был ментором и импресарио своего брата, композитора Николая Метнера. 23 октября 1902 года Эмилий Карлович женился на скрипачке Анне Братенши. После свадьбы с женой он уехал из Москвы в Нижний Новгород, куда был назначен цензором. В 1904 году у жены Эмилия Метнера, Анны, завязался роман с братом Эмилия, Николаем. Позднее Анна Братенши и Николай Карлович поженились, в письме отцу от 1908 года Эмилий сетовал на «ужасную драму».
Метнер был особенно близок с Андреем Белым, как его философский наставник, интеллектуальный собеседник и друг на протяжении долгого времени до разрыва с ним, произошедшего в 1912 году. По словам Метнера, «весь Мусагет» был основан ради того, чтобы беспрепятственно печатать произведения Белого. Разрыв между друзьями произошёл в 1912-м году и был вызван негативным отношением Белого к глубинной психологии, увлекшей Метнера, и неприятием антропософии Белого со стороны Метнера. Несмотря на полемику с Белым, Метнер оставил значительный след в творчестве писателя.
Познакомившись в 1914 году с работами Карла Густава Юнга, Метнер обнаружил психоаналитическое истолкование личных проблем, с которыми он сам боролся. Стал другом и коллегой Юнга, который после разрыва с Андреем Белым заменил ему последнего. Вплоть до своей смерти состоял членом юнговского клуба. Иногда выступал даже в качестве аналитика.
В 1915 году занимался совместно с Рахиль Рабинович переводом на русский язык книги Юнга «Либидо, его метаморфозы и символы», для чего организовал группу русских евреев-эмигрантов в Цюрихе. Работа финансировалась Рокфеллеровским фондом благодаря Эдит Маккормик. Активное участие в переводах принимали меньшевики Александр Мартынов и Семен Семковский. Таким образом, деньги компании Рокфеллеров «Standart Oil» направлялись аполитичным Метнером фактически на поддержание русских революционеров.
Несмотря на то, что Метнер опубликовал совсем немного философских трудов, ему всё же удалось оказать влияние на ход мыслей К.Г. Юнга. В частности, благодаря ему аналитическая психология не ушла в сторону интуитивизма и антропософии Р. Штайнера, а методологически осталась стоять на прочном фундаменте трансцендентализма И. Канта.
На Юнга, возможно, оказали воздействие расовые теории Метнера и тот энтузиазм, с которым Метнер относился к Муссолини и Гитлеру будучи носителем протофашистских идей в культуре начала века и антисемитских взглядов.
В 1939 году в Цюрихе вышло трехтомное издание К.Г. Юнга на русском языке «Избранные труды по аналитической психологии» под редакцией Э. Метнера.

## Современные издания
- Метнер, Э. К. О юнговской психологии : Избранные статьи по аналитической психологии [текст] / Э. К. Метнер; пер. с нем. — Ижевск : ERGO, 2013. — 196 с. — (Rossica psychoanalytica). ISBN 978-5-98904-200-5